# Callicostella papillata
Callicostella papillata là một loài rêu trong họ Pilotrichaceae. Loài này được (Mont.) Mitt. mô tả khoa học đầu tiên năm 1859.